# 王二妹
王二妹（1973年—），原创荒诞故事写手。中国山西朔州农民。1973年生，初一学历。曾从事送报纸、清洁、保姆等多种工作。2011年5月20日至8月20日，她一口气写出3本书，总计44万字。分别是长篇荒诞故事《心想事成》（23万字）、长篇荒诞故事《吝啬鬼的毛毛虫》（11万字）、短篇荒诞故事集《千万别叫家长看见》（10万字）。
王二妹的荒诞故事想象奇特，传达着善的力量，受到了不少读者的喜爱。但是一些专家从严肃文学的角度批评她的文字不够精彩，不像小说。王二妹说：“我写的本来就不是小说。我写的就是故事。”
王二妹的诗特别是儿童诗亦受到推崇。